# MTV Video Music Award al miglior video latino
L'MTV Video Music Award al miglior video latino (MTV Video Music Award for Best Latin) è un premio assegnato annualmente agli MTV Video Music Awards a partire dal 2010.
Il premio è stato creato per sostituire il Los Premios MTV Latinoamérica, chiuso nel 2009. Inizialmente, il premio è stato assegnato all'artista latino con il maggior numero di voti da parte degli spettatori sul sito ufficiale di MTV Tr3s. Il vincitore, tuttavia, non riceveva il premio durante la cerimonia principale e negli anni successivi è stato annunciato durante la ritrasmissione in lingua spagnola della cerimonia di premiazione su tr3́s.
Nel 2010 il premio miglior artista latino è stato introdotto per la prima volta con il nome di Best Latino Artist. Dal 2014 al 2017 il premio non è stato assegnato, per poi essere reintegrato nella cerimonia di premiazione nel 2018 con il nome Best Latin, assegnato a video musicali e artisti dello spettacolo.

## Vincitori e candidati

### Anni 2010
- 2010
  - Aventura
  - Camila
  - Daddy Yankee
  - Pitbull
  - Shakira
  - Wisin & Yandel
- 2011

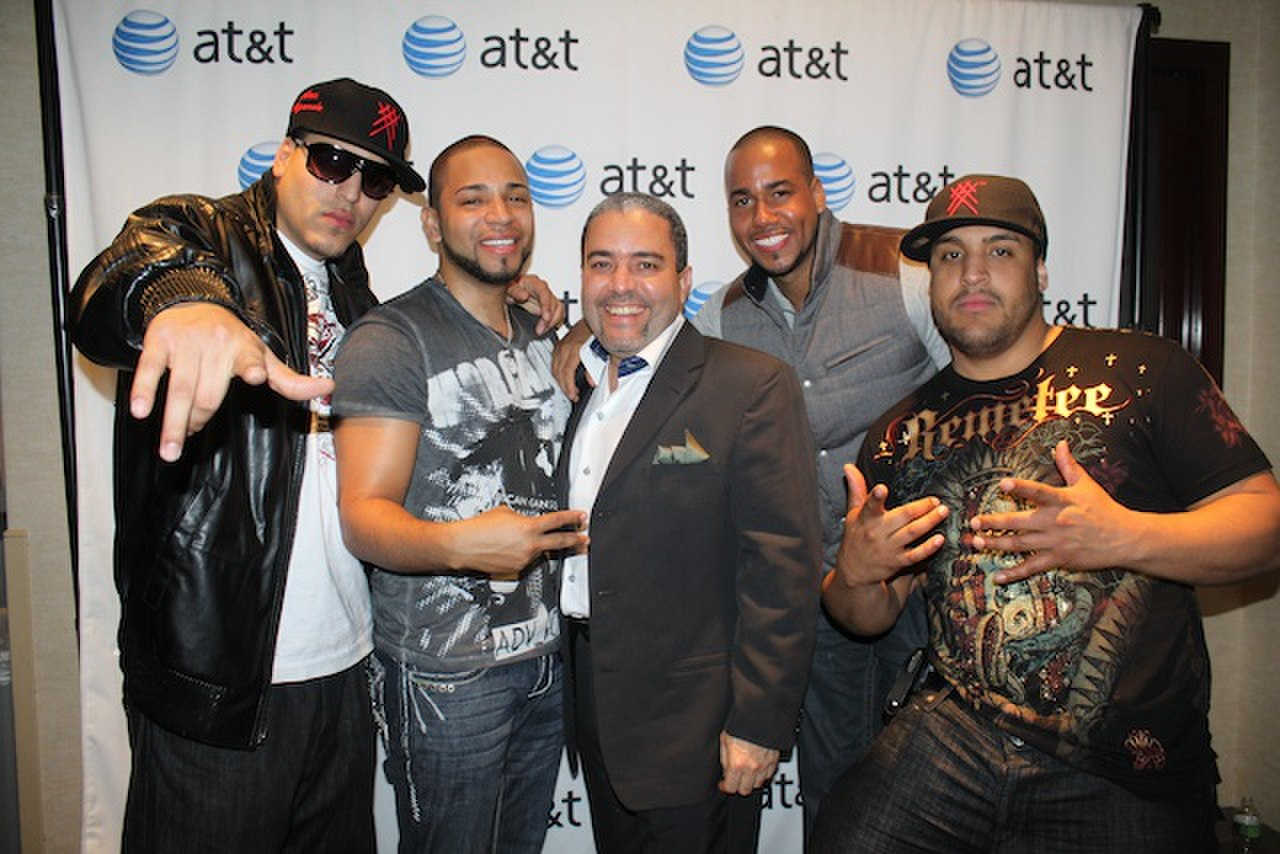
Aventura, vincitori nel 2010.

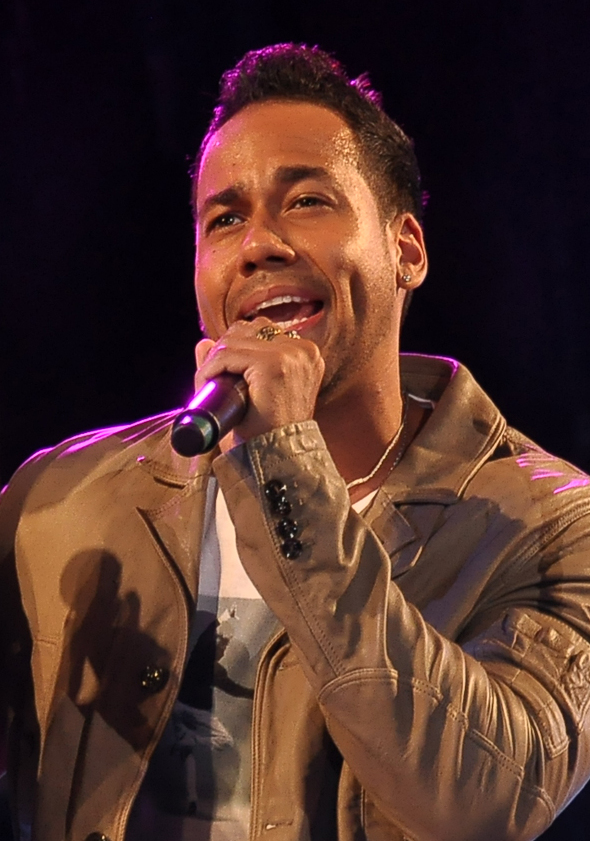
Romeo Santos, vincitore nel 2012.

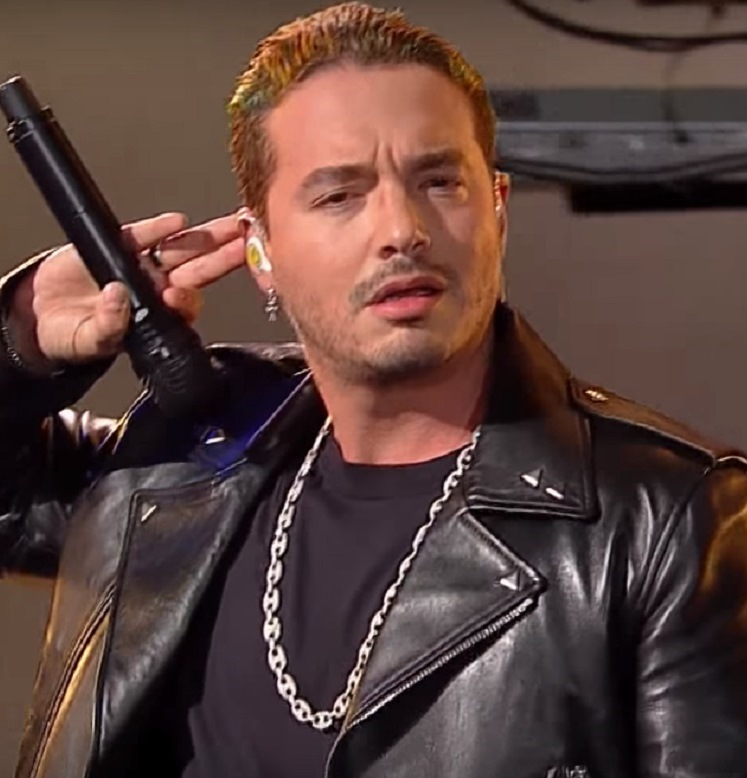
J Balvin, vincitore nel 2018, 2019 e 2020.

  - Wisin & Yandel - Zun Zun Rompiendo Caderas
  - Don Omar e Lucenzo - Danza kuduro
  - Enrique Iglesias (feat. Ludacris e DJ Frank E) - Tonight (I'm Lovin' You)
  - Maná - Lluvia al Corazón
  - Prince Royce - Corazón Sin Cara
- 2012
  - Romeo Santos
  - Juanes
  - Jennifer Lopez
  - Pitbull
  - Wisin & Yandel
- 2013
  - Daddy Yankee
  - Don Omar
  - Jesse & Joy
  - Pitbull
  - Alejandro Sanz
- 2018[1]
  - J Balvin e Willy William - Mi Gente
  - Daddy Yankee - Dura
  - Jennifer Lopez feat. DJ Khaled e Cardi B - Dinero
  - Luis Fonsi e Demi Lovato - Échame la Culpa
  - Maluma - Felices los 4
  - Shakira - Chantaje
- 2019[2][3]
  - Rosalía e J Balvin (feat. El Guincho) - Con altura
  - Anuel AA e Karol G - Secreto
  - Mía – Bad Bunny feat. Drake
  - Benny Blanco, Tainy, Selena Gomez e J Balvin - I Can't Get Enough
  - Daddy Yankee (feat. Snow) - Con Calma
  - Maluma - Mala Mía

### Anni 2020
- 2020[4]
  - Maluma e J Balvin – Qué pena

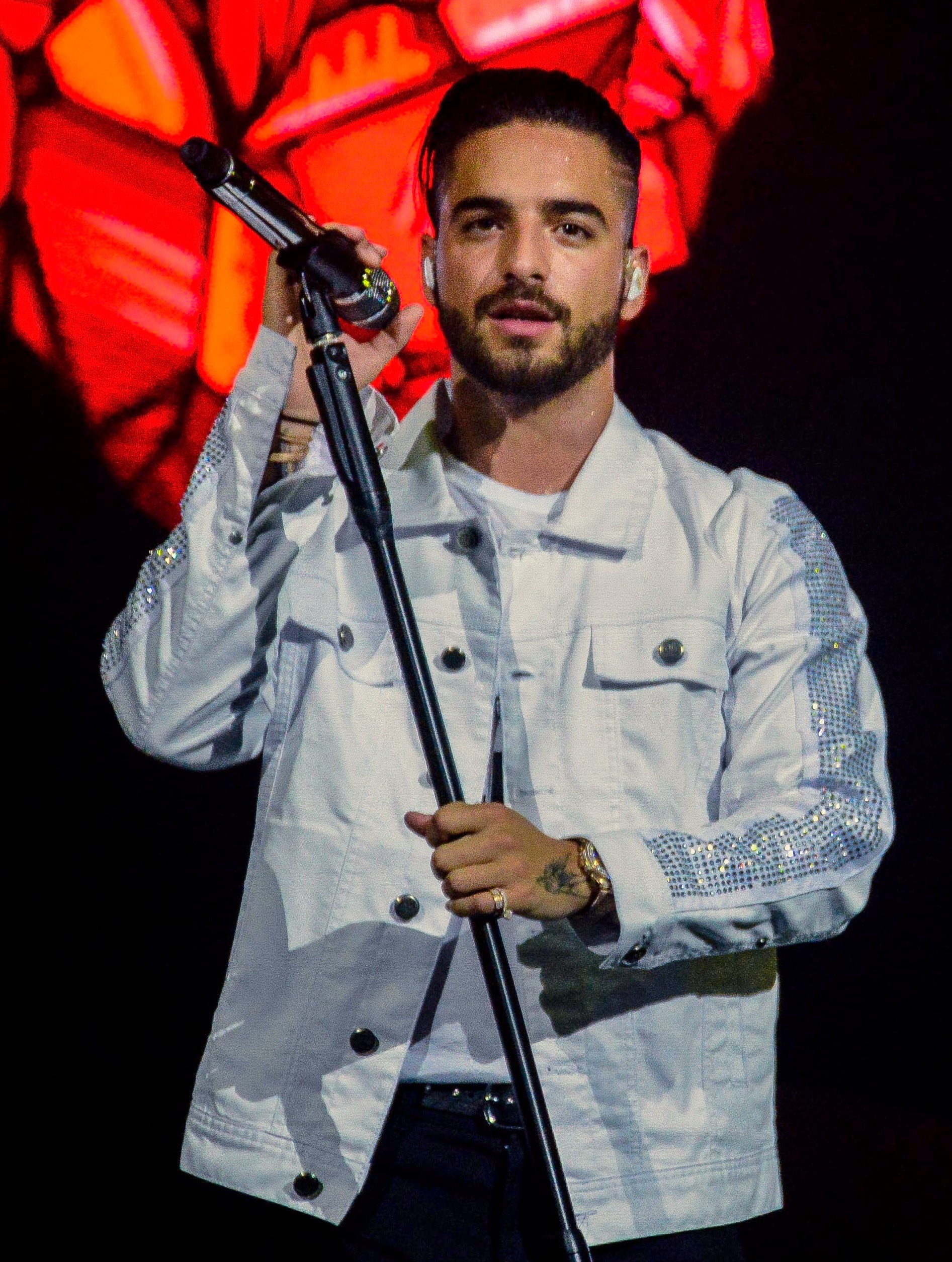
Maluma, vincitore nel 2020.

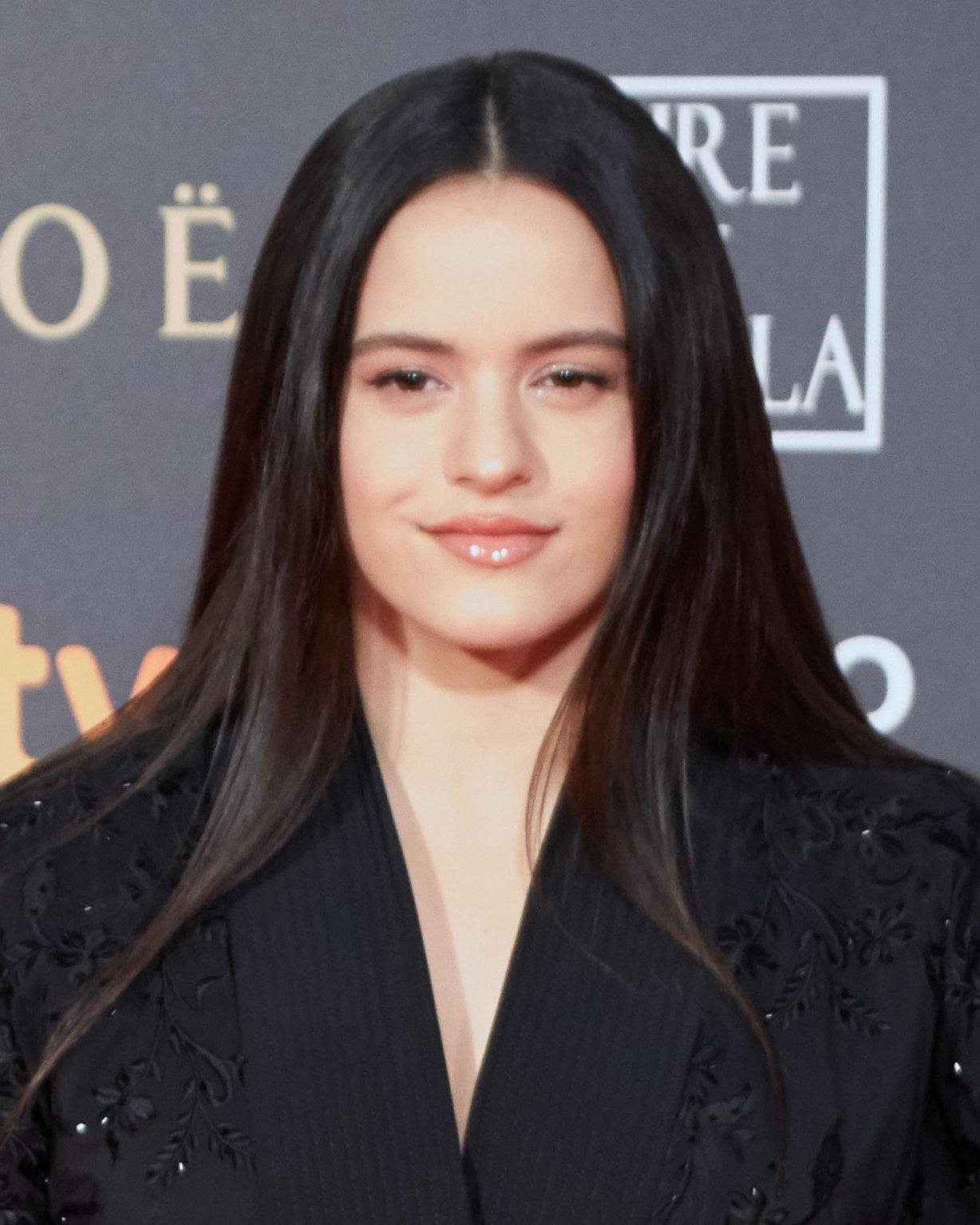
Rosalía, vincitrice nel 2019 e 2021.

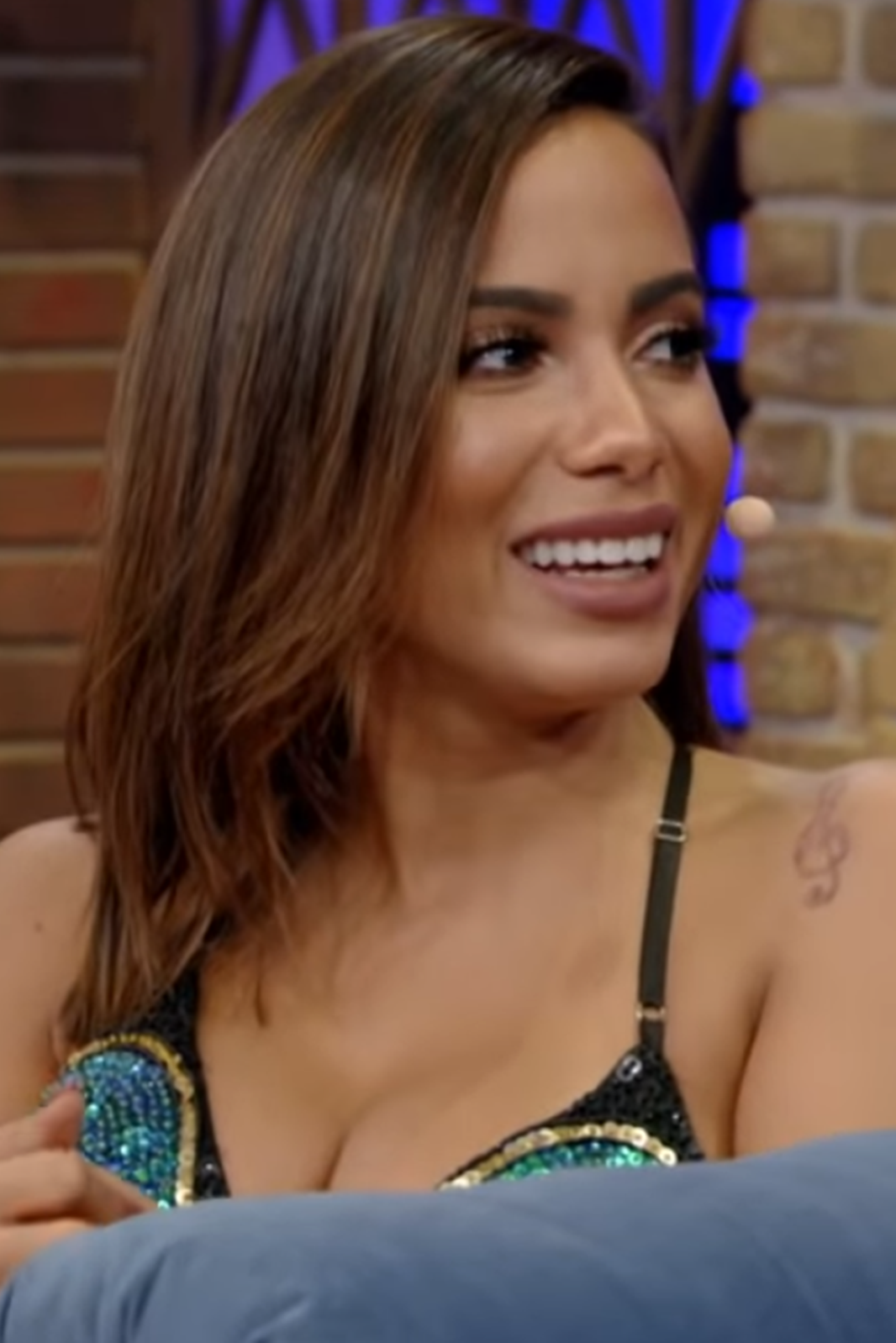
Anitta, vincitrice nel 2022, 2023 e 2024.

  - Anuel AA, Daddy Yankee e Karol G (featuring J Balvin & Ozuna) – China
  - Bad Bunny – Yo perreo sola
  - Black Eyed Peas, Ozuna e J. Rey Soul – Mamacita
  - J Balvin – Amarillo
  - Karol G (featuring Nicki Minaj) – Tusa
- 2021[5]
  - Billie Eilish e Rosalía – Lo vas a olvidar
  - Bad Bunny e Jhay Cortez – Dákiti
  - Black Eyed Peas e Shakira – Girl like Me
  - J Balvin, Dua Lipa e Bad Bunny (featuring Tainy) – Un día (One Day)
  - Karol G – Bichota
  - Maluma – Hawái
- 2022[6]
  - Anitta – Envolver
  - Bad Bunny – Tití me preguntó
  - Becky G e Karol G – Mamiii
  - Daddy Yankee – Remix
  - Farruko – Pepas
  - J Balvin e Skrillex – In da Getto
- 2023[7]
  - Anitta – Funk Rave
  - Bad Bunny – Where She Goes
  - Eslabón Armado e Peso Pluma – Ella baila sola
  - Grupo Frontera e Bud Bunny – Un x100to
  - Karol G e Shakira– TQG
  - Rosalía – Despechá
  - Shakira – Acróstico
- 2024[8][9]
  - Anitta – Mil veces
  - Bad Bunny – Monaco
  - Karol G – Mi ex tenía razón
  - Myke Towers – Lala
  - Peso Pluma e Anitta – Bellakeo
  - Rauw Alejandro – Touching the Sky
  - Shakira e Cardi B – Puntería

## Statistiche e record

### Artisti con il maggior numero di vittore
- 3 vittore
  - J Balvin
  - Anitta
- 2 vittore
  - Rosalía

### Artisti con il maggior numero di candidature
- 8 candidature
  - J Balvin
- 7 candidature
  - Bad Bunny
- 6 candidature
  - Karol G

- 5 candidature
  - Shakira
  - Maluma

- 4 candidature
  - Anitta